# Västliga Barklyspråk
De Västliga Barklyspråken utgör en liten språkfamilj av australiska språk som talas i norra Australien. Språkfamiljen består av tre språk: djingili, gudanji och wambaya.
På 1980-talet föreslog Neil Chadwick att de Västliga Barklyspråken kan vara besläktade med de Djamindjunganska språken i en språkfamilj som han kallade mirndi.